# Filialkirche Hoch St. Paul

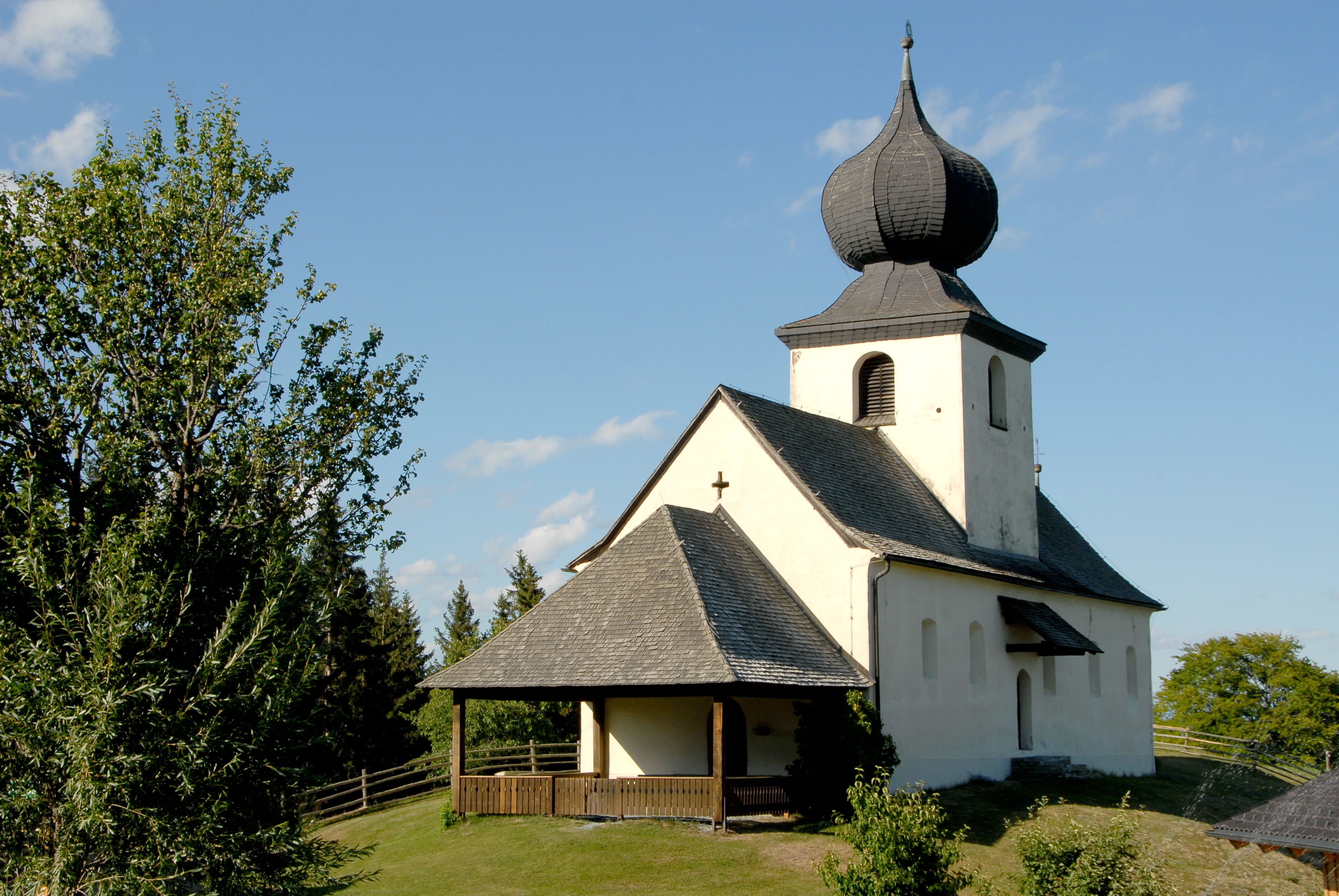

Die Filialkirche Hoch St. Paul steht in 1176 Meter Höhe am nordöstlichen Ausläufer des Paulberges in der Gemeinde St. Urban. Die zur Pfarre St. Urban gehörende Kirche wurde urkundlich erstmals 1285 erwähnt. Das Kirchengebäude steht unter Denkmalschutz (Listeneintrag).

## Baubeschreibung
Die Mauern des Langhauses stammen im Kern aus der Romanik. Der spätgotische Chor mit Dreiachtelschluss wurde in der zweiten Hälfte des 15. Jahrhunderts errichtet. Der Chorturm mit rundbogigen Schallöffnungen und einem Zwiebelhelm erhielt im Barock sein heutiges Aussehen. Die Sakristei an der Nordseite wurde im  17. Jahrhundert errichtet. Das spitzbogige gotische Westportal wird durch eine Vorlaube geschützt.
Im zweijochigen Langhaus erhebt sich ein Tonnengewölbe mit Stichkappen. Das kreuzgewölbte Turmjoch wird von Langhaus und Chor durch zwei Gurtbögen getrennt. Der Chor besitzt ein Tonnengewölbe mit Stichkappen und Gewölbegraten.

## Einrichtung
Der Hochaltar aus dem letzten Viertel des 17. Jahrhunderts wurde neu adaptiert und trägt ein Figürchen des heiligen Paulus. Der linke Seitenaltar ist mit 1671 bezeichnet. Der rechte Seitenaltar mit einem Figürchen des heiligen Wolfgang und einem Ölbild mit zwei Heiligen entstand im ersten Viertel des 18. Jahrhunderts. Aus dem letzten Viertel des 17. Jahrhunderts stammt die Kanzel. Ein um 1530 gemaltes Tafelbild einer Kreuzigung mit Gedräng wird im Diözesanmuseum Klagenfurt aufbewahrt.